# Стара Бистріца
Стара́ Бистріца (словац. Stará Bystrica) — село, громада в окрузі Чадця, Жилінський край, Словаччина. Площа села 36,91 км². Станом на 31 грудня 2015 року в селі проживало 2719 людей. Протікає річка Радостка.

## Історія
Перші згадки про село датуються 1417 й 1662 роком.

## Населення
| Рік:            | 1994. | 2004.   | 2014.   | 2024.   |
| --------------- | ----- | ------- | ------- | ------- |
| Кількість осіб: | 2616  | 2679    | 2740    | 2817    |
| Різниця:        |       | +2,40 % | +2,27 % | +2,81 % |

| Рік:            | 2023. | 2024.   |
| --------------- | ----- | ------- |
| Кількість осіб: | 2814  | 2817    |
| Різниця:        |       | +0,10 % |